# HD 152079 b
HD 152079 b est une planète extrasolaire (exoplanète) en orbite autour de l'étoile HD 152079, une naine jaune située à une distance d'environ 270 années-lumière (80 parsecs) du Soleil, dans la constellation australe de l'Autel.
Elle a été découverte par la méthode des vitesses radiales en 2010 à l'observatoire de Las Campanas.